# 晋城市
晋城市（しんじょう-し）は中華人民共和国山西省の南東部に位置する地級市。

## 地理
山西省の南東部に位置し、長治市、臨汾市、運城市、河南省に接する。

## 歴史
晋城は古称を沢州といい、華夏文化の発祥地の一つである。伝承では女媧氏、神農氏、堯、舜、禹などが晋城で活躍していた。
秦漢代は高都県の管轄とされ、北魏により建州高都郡が設置された。583年（開皇3年）、隋朝により沢州を設置されたが、598年（開皇18年）に県制が施行され丹川県が設置された。唐代になると627年（貞観元年）に初めて晋城県の名称で建置され沢州の州府が置かれた。その後明代では晋城県、清代には鳳台県と改称され、中華民国が成立すると1912年に晋城県と改称された。
中華人民共和国が成立すると当初は長治専署の管轄とされた。1958年に晋東南地区に移管され高平県、陵川県と一時統合されたが、1961年に再分割、1983年7月、晋城県は県級市の晋城市に昇格している。
1985年5月、晋東南地区の廃止と晋城市及び長治市の新設が行われ旧晋城市（城区及び郊区に分割、郊区は現在の沢州県）及び高平、陽城、沁水、陵川の4県を管轄する地級市に改編された。

## 行政区画
1市轄区・1県級市・4県を管轄する。
- 市轄区:
  - 城区
- 県級市:
  - 高平市
- 県:
  - 沢州県・陵川県・陽城県・沁水県

| 晋城市の地図                            |
| --------------------------------------- |
| 城区 沁水県 陽城県 陵川県 沢州県 高平市 |

### 年表
この節の出典
- 1985年4月30日 - 晋東南地区晋城市が地級市の晋城市に昇格。城区・郊区を設置。(2区4県)
  - 晋東南地区沁水県・陽城県・高平県・陵川県を編入。
- 1993年5月12日 - 高平県が市制施行し、高平市となる。(2区1市3県)
- 1996年8月8日 - 郊区が県制施行し、沢州県となる。(1区1市4県)

## 経済
晋城市は鉱物資源に恵まれ石炭、天然ガス、鉄、銅、亜鉛、金、銀などを産出する。特に石炭は山西省埋蔵量の1/2、全国埋蔵量の1/4を占め、寺河炭鉱などからは品質の高い無煙石炭が中国国内のみならず世界各国に輸出されている。

## 交通
鉄道
- 晋城駅（太焦線、侯月線）

高速道路
- 晋焦高速道路
- 長晋高速道路
- 晋陽高速道路

## 人物
- 陳廷敬
- 趙樹理